# Sokčcho
Sokčcho (korejsky:속초) je město v Jižní Koreji. Nachází se v severovýchodní části území, v provincii Kangwon. Leží na sever od 38. rovnoběžky a to znamená, že od roku 1945 náleželo Severní Koreji, protože Korejský poloostrov byl rozdělen přesně podle této čáry. Za korejské války se frontová linie však ustálila na sever od města. Mnoho obyvatel města má tak příbuzné na severu. Město láká množství turistů blízkostí korejského demilitarizovaného pásma. Nedaleko města se také nachází národní park Soraksan s horou Soraksan.

## Partnerská města
- Gresham, Oregon,Spojené státy americké (23. čřerven 1985)

- Chun-čchun, Čínská lidová republika (22. srpen 1994)
- Jonago, Japonsko (18. říjen 1995)
- Njúzen, Japonsko (3. říjen 1996)
- Okres Tchaj-tung, Tchaj-wan (15. duben 1992)
- Partizansk, Rusko
- Sakaiminato, Japonsko (9. duben 2002)